# Китли
Китли (енгл. Keighley) је град у Уједињеном Краљевству у Енглеској. Према процени из 2007. у граду је живело 50.409 становника.

## Становништво
Према процени, у граду је 2008. живело 50.409 становника.
| 1981.  | 1991.  | 2001.  |
| ------ | ------ | ------ |
| 49,188 | 49,567 | 49,453 |